# Định lý của Ribet
Định lý của Ribet (hay Phỏng đoán Epsilon - Phỏng đoán ε, tiếng Anh: Ribet's theorem) là một phần của lý thuyết số. Nó đề cập tới đến các thuộc tính của các biểu diễn Galois liên kết với các dạng mô-đun. Nó được đề xuất lần đầu tiên bởi Jean-Pierre Serre và được chứng minh bởi Ken Ribet. Chứng minh cho định lý này là một bước quan trọng đối với chứng minh Định lý cuối cùng của Fermat. Cùng với Định lý Taniyama–Shimura đã được chứng minh thông qua việc chứng minh định lý này, hai nhà Toán học trên đã đi tới kết luận việc định lý cuối cùng của Fermat là chính xác.  

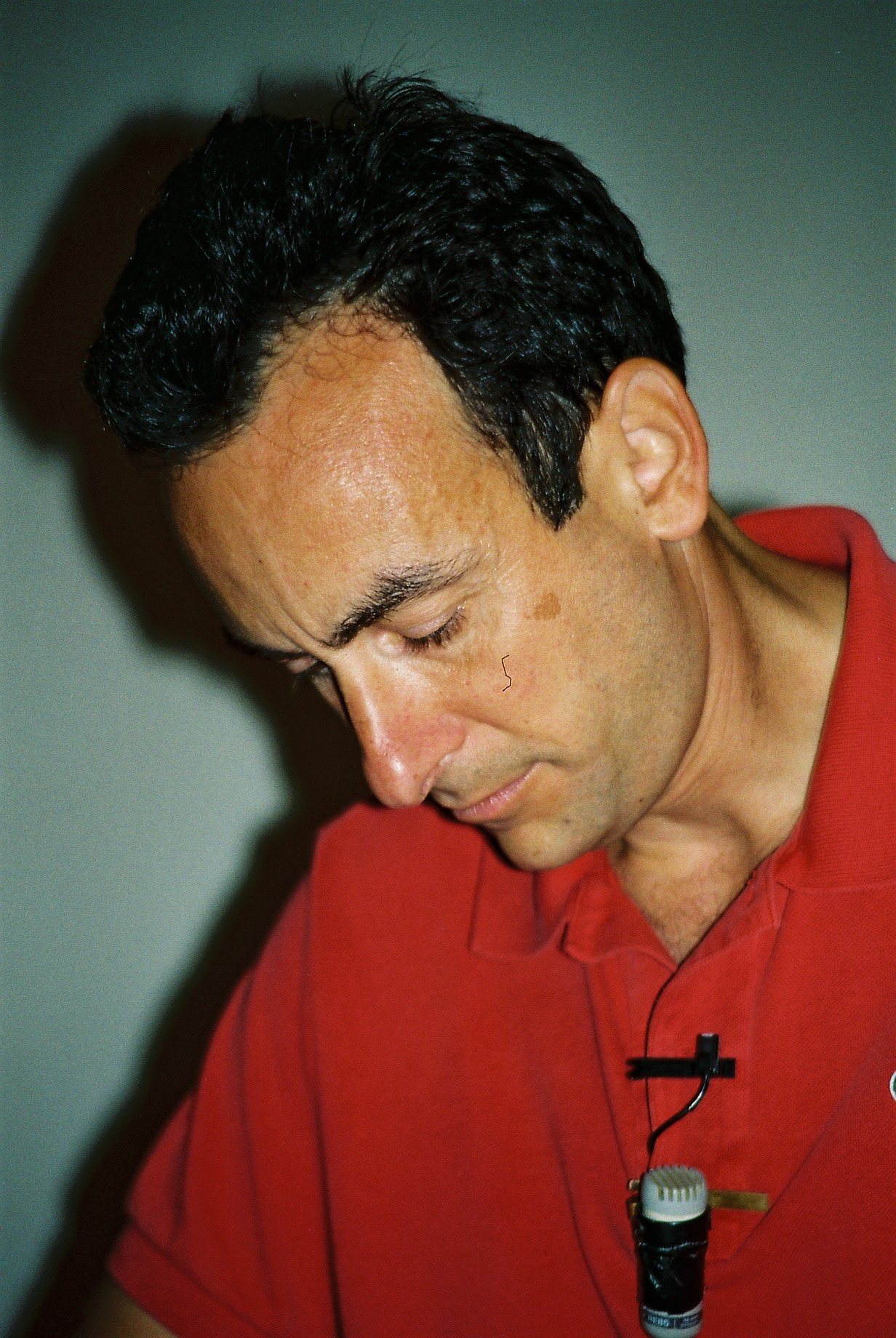
Ken Ribet tại Boston năm 1995 - người chứng minh định lý này.

Về mặt Toán học, định lý Ribet chỉ ra rằng nếu biểu diễn Galois kết hợp với một đường cong elliptic có một số tính chất nhất định, thì đường cong đó không thể là mô-đun (theo nghĩa là không thể tồn tại một dạng mô-đun dẫn đến biểu diễn giống nhau).

## Nội dung định lý
Gọi f là một dạng mới trọng số 2 trên Γ0(qN),nói cách khác là của cấp qN trong đó q không chia N –với biểu diễn mod 2 chiều tuyệt đối bất khả quy p p Biểu diễn Galois ρ f, p không phân biệt tại q nếu q ≠ p và phẳng hữu hạn tại q = p . Khi đó, tồn tại một trọng lượng 2 dạng mới g của cấp N sao cho:
{\displaystyle \rho _{f,p}\simeq \rho _{g,p}.}
Đặc biệt, nếu E là một đường cong elliptic với dẫn qN , thì định lý môđun đảm bảo rằng tồn tại một trọng số 2 dạng mới f của mức qN sao cho biểu diễn Galois mod p p 2 chiều ρ f, p của f là đẳng cấu với 2 chiều mod p Biểu diễn Galois ρ E, p của E. Để áp dụng Định lý Ribet cho ρ E, p, chỉ cần kiểm tra tính bất khả quy và phân nhánh của ρ E, p . Sử dụng lý thuyết về đường cong Tate, người ta có thể chứng minh rằng ρ E, p là không đơn vị tại q ≠ p và đồng phẳng hữu hạn tại q = p nếu p chia lũy thừa mà q xuất hiện trong phân biệt nhỏ nhấtΔ E. Khi đó, định lý Ribet ngụ ý rằng tồn tại một trọng số 2 dạng mới g cấp N sao cho ρg, p ≈ ρE, p.

## Lịch sử
Nhà toán học người Pháp Yves Hellegouarch đã suy nghĩ về ý tưởng việc tìm lời giải cho phương trình Fermat nổi tiếng thông qua một đối tượng toán học hoàn toàn mới: Một đường cong elliptic. Nếu có số nguyên tố p và các số dương a, b, c để thỏa mãn đẳng thức 
{\displaystyle a^{p}+b^{p}=c^{p}}
,thì khi đó ta thu được một đường cong Frey - có phương trình đường cong được cho bởi công thức 
{\displaystyle y^{2}=x(x-a^{p})(x+b^{p})}
Đây là một đường cong đại số khả nghịch của một chi được xác định trên {\displaystyle \mathbb {Q} }. 
Năm 1982, nhà toán học Gerhard Frey đã thu hút sự chú ý của các nhà nghiên cứu khi chỉ ra các tính chất mới của cùng một tuýp đường cong, thứ được định nghĩa ngày nay là đường cong Frey. Điều này đã giúp định lý của Taniyama có sự liên kết hơn với vấn đề của Fermat, khi mở ra một khả năng về việc vấn đề này tạo ra một phản ví dụ cho việc tạo ra một đường cong nhưng không mô-đun. Định lý này cũng nhận được nhiều sự chú ý khi Frey đề nghị rằng định lý Taniyama-Shimura-Weil có thể ứng dụng vào giải vấn đề cuối cùng của Phéc-ma, tuy nhiên sự đề nghị này chưa được củng cố kĩ càng. Năm 1985, Jean-Pierre Serre phát biểu rằng đường cong Frey có thể không mô đun và đưa ra một chứng minh chưa đầy đủ cho nó. Tuy nhiên, điều này cho thấy rằng chứng minh cho một trường hợp đặc biệt của định lý Taniyama–Shimura có thể hỗ trợ việc giải định lý lớn Fermat, nhưng Serre cũng không thể đưa ra một chứng minh đầy đủ - chính trường hợp thiếu sót của ông là Phỏng đoán Epsilon - Phỏng đoán ε. Mùa hè năm 1986, Kenneth Alan Ribet đã chứng minh phỏng đoán này, để từ đó đưa tới kết luận rằng định lý Taniyama–Shimura có liên quan tới định lý lớn Fermat.